# Patrick Duffy
Patrick George Duffy (ur. 17 marca 1949 w Townsend) – amerykański aktor, reżyser i producent telewizyjny i filmowy. Odtwórca roli Bobby’ego Jamesa Ewinga w operze mydlanej CBS Dallas (1978–1991). 

## Życiorys

### Wczesne lata
Przyszedł na świat w Townsend w stanie Montana jako drugie dziecko właścicieli tawerny - Terrence’a i Marie Duffy. Otrzymał imię Patrick, ponieważ urodził się w Dzień Świętego Patryka. Po ukończeniu dwunastego roku życia dorastał w Seattle. Jako nastolatek został certyfikowanym płetwonurkiem. W liceum był cheerleaderem. Miał zostać zawodowym sportowcem, lecz po ukończeniu w 1967 szkoły średniej Cascade High School w Everett, w stanie Waszyngton, studiował teatr na University of Washington w Seattle. Po ukończeniu studiów został zatrudniony jako tłumacz dla baletu, opery i orkiestry w Waszyngtonie, a także występował z symfoniami, operami, zespołami baletowymi; prowadził zajęcia z mimu i ruchu. Występował w sezonie w Old Globe Shakespeare Company w San Diego

### Kariera
Po przeprowadzce do Nowego Jorku, występował na scenach off-Broadwayu. Dorabiał jako kierowca samochodu ciężarowego i dostawca kwiatów, zanim trafił na mały ekran jako przybrane dziecko w melodramacie Larry’egi Peerce’a Zerwane więzi (The Stranger Who Looks Like Me, 1974), emitowanym na kanale ABC z Meredith Baxter. Na planie filmowym dramatu telewizyjnego Huragan (Hurricane, 1974) spotkał się z Larrym Hagmanem. W 1976 wziął udział w reklamie Taco Bell. 

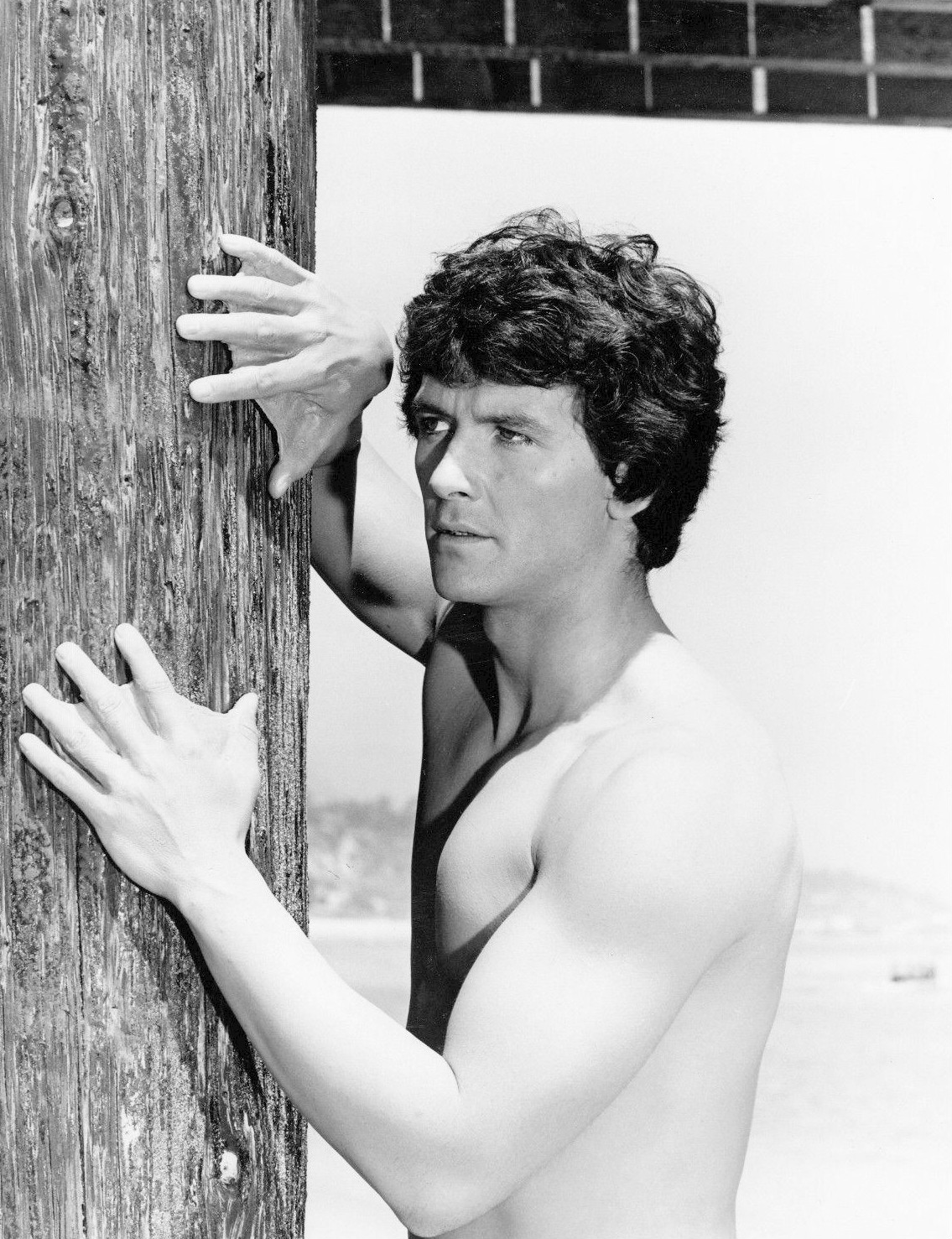
Duffy w Człowieku z Atlantis

Od 4 marca 1977 do 25 kwietnia 1978 grał główną rolę Marka Harrisa, cierpiącego na amnezję, uważanego za jedynego żyjącego obywatela zaginionej cywilizacji Atlantydy w serialu przygodowym fantasy NBC Człowiek z Atlantydy (Man from Atlantis). Od 2 kwietnia 1978 do 3 maja 1991 grał postać Bobby’ego Jamesa Ewinga, młodszego brata J.R. w operze mydlanej CBS Dallas. 
W 1983 nagrał przebój w Europie „Together We’re Strong” (muz. Ralph Siegel, sł. Richard Palmer-James) w duecie z francuską piosenkarką Mireille Mathieu, utwór wydała na singlu Ariola Records. Zwrócił się ku kinowemu ekranowi, debiutując w niezależnym filmie Improwizacja (Vamping, 1984).
W 1980 wystąpił gościnnie jako prawnik Bill Cord, zakochany w dwójce detektywów – zarówno w Kelly Garret (Jaclyn Smith), jak i Kris Munroe (Cheryl Ladd) w dwóch odcinkach serialu Aarona Spellinga Aniołki Charliego (Charlie’s Angels) – pt. „Jedna miłości, dwa aniołki” („One Love... Two Angels”).
Serialową postać Bobby’ego Ewinga zagrał także w operze mydlanej CBS Knots Landing (1979–1982), sitcomie animowanym Głowa rodziny (Family Guy, 1999–2001) oraz kontynuacji Dallas (2012–2014).
Od 20 września 1991 do 26 czerwca 1998 występował jako Frank Lambert, mąż Carol Baker Foster (Suzanne Somers) w sitcomie ABC Krok za krokiem (Step by Step). Od 18 kwietnia 2006 do 3 kwietnia 2023 występował w roli Stephena Logana Seniora operze mydlanej CBS Moda na sukces (The Bold and the Beautiful). Był wymieniany jako potencjalny kandydat do roli Clinta Buchanana w operze mydlanej Tylko jedno życie. 
W 2022 powrócił na scenę w roli Daniela Corbana w sztuce Złap mnie jeśli potrafisz z Lindą Purl.

## Życie prywatne
15 lutego 1974 w buddyjskiej świątyni poślubił baletnicę Carlyn Wood Rosser, która zmarła 23 stycznia 2017 w wieku 77 lat. Małżonkowie zamieszkali w Los Angeles, posiadali także wspólny dom w południowym stanie Oregon. Z ich związku urodziło się dwóch synów – Padraic Terrence (ur. 1974) i Conor Frederick (ur. 16 stycznia 1980). Conor wystąpił w roli małego J.R. w finałowym odcinku Dallas (1991). 
W listopadzie 2020 związał się z aktorką Lindą Purl.

## Filmografia

### Filmy
- 1984: Improwizacja (Vamping) jako Harry Baranski
- 1998: Nigdy nie zadzieraj z Rustym (Rusty: A Dog's Tale) jako Pies Cap (głos)
- 2000: Cudowne lato (Perfect Game) jako trener Bobby Geiser
- 2007: On jest taką dziewczyną (He's Such a Girl) jako ojciec WhitneyPatrick Duffy (2009)

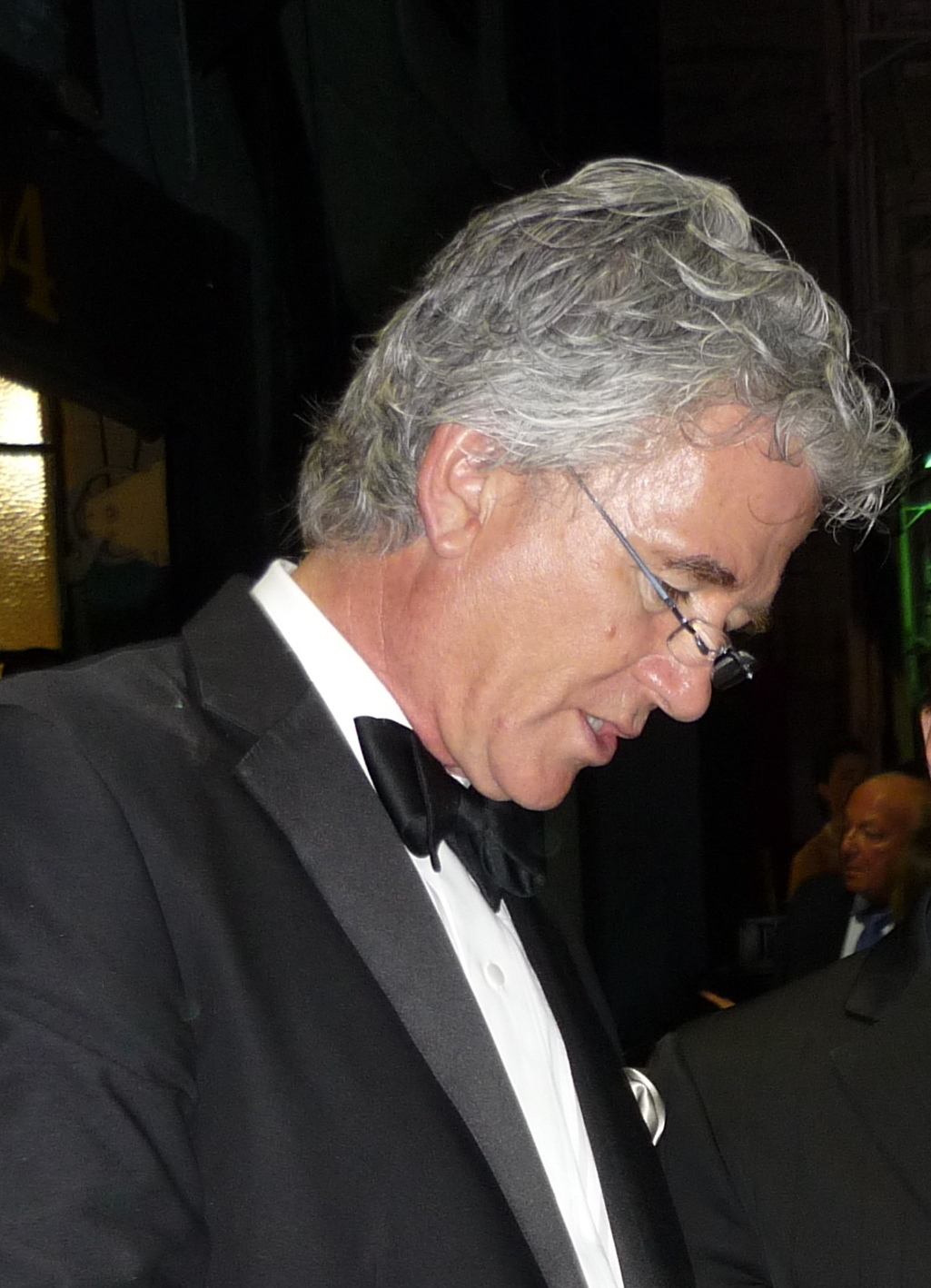
Patrick Duffy (2009)

### Filmy TV
- 1974: Huragan (Hurricane) jako Jim
- 1974: Zerwane więzi (The Stranger Who Looks Like Me) jako Przybrany #3
- 1976: Ostatnia Pani Lincoln (The Last of Mrs. Lincoln) jako Lewis
- 1980: Enola Gay: mężczyzna, misja, bomba atomowa (Enola Gay: The Men, the Mission, the Atomic Bomb) jako pułkownik Paul Tibbets
- 1982: Ogłaszać dla dziwniejszego (Cry for the Strangers) jako dr Brad Russell
- 1985: Stąd do macierzyństwa (From Here to Maternity) jako Henderson
- 1985: Alicja w krainie czarów (Alice in Wonderland) jako Koziorożec
- 1986: Silny lek (Strong Medicine) jako dr Andrew Jordan
- 1988: Też dobrze dla prawdy (Too Good to Be True jako Richard Harland
- 1988: Bezbożny ślub (Unholy Matrimony) jako John Dillman
- 1988: 14 jedzie na 30 (14 Going on 30)
- 1990: Dzieci panny młodej (Children of the Bride) jako John
- 1990: Morderstwo za zaliczeniem pocztowym (Murder C.O.D) jako Steve Murtaugh
- 1991: Tatuś (Daddy) jako Oliver Watson
- 1994: Teksas (Texas) jako Stephen Austin
- 1996: Dallas: Porót J.R. (Dallas: J.R. Returns) jako Bobby James Ewing
- 1997: Zarzewie ognia (Heart of Fire) jako Max Tucker
- 1998: Dallas: Wojna Ewingów (Dallas: War of the Ewings) jako Bobby James Ewing
- 1999: Nie oglądaj się do tyłu (Don't Look Behind You) jako Jeff Corrigan
- 2006: Ukochana z sąsiedztwa (Falling in Love with the Girl Next Door) jako James Connolly
- 2006: Desolation Canyon jako szeryf Tomas 'Swede' Lundstrom

### Seriale
- 1976: Zamiana (Switch)
- 1977-78: Człowiek z Atlantis (Man from Atlantis) jako Mark Harris
- 1978-91: Dallas jako Bobby Ewing
- 1979-82: Knots Landing jako Bobby Ewing
- 1980: Aniołki Charliego (Charlie’s Angels) jako William Cord
- 1981: Statek miłości (The Love Boat) jako Ralph Sutton
- 1982: Wieczór przy improwizacji (An Evening at the Improv) jako gość duch
- 1983: Na luzie zaczęło się (Auf los geht's los) jako piosenkarz
- 1985: Hotel jako Richard Martin
- 1987: Nasz dom (Our House) jako Johnny Witherspoon
- 1990: ABC TGIF jako Frank
- 1991-98: Krok za krokiem (Step by Step) jako Frank Lambert
- 1998: Diagnoza morderstwo (Diagnosis Murder) jako Wayde Garrett
- 1999: Fatalny rewolwer (Dead Man’s Gun) jako Lyman Gage
- 1999: Życie do poprawki (Twice in a Lifetime) jako Peter Hogan/Ksiądz
- 1999-2001: Family Guy (Głowa rodziny) jako Bobby Ewing (głos)
- 2000: Tajemnicze przygody Juliusza Verne’a (The Secret Adventures of Jules Verne) jako Angelo Rimini
- 2002: Liga Sprawiedliwych (Justice League) jako Steve Trevor (głos)
- 2003: Dotyk anioła (Touched by an Angel) jako Mike
- 2004: Reba jako dr Joe Baker
- 2006–2023: Moda na sukces (The Bold and the Beautiful) jako Stephen Logan Sr.
- 2012–2014: Dallas jako Bobby Ewing
- 2020: All Rise jako Ed Parker
- 2020: Agenci NCIS jako komandor porucznik Jack Briggs

## Nagrody
| Rok  | Nagroda                     | Kategoria                                                         | Film   |
| ---- | --------------------------- | ----------------------------------------------------------------- | ------ |
| 1981 | Nagroda „Bravo”             | Złota statuetka Bravo Otto dla najlepszego aktora telewizyjnego   | Dallas |
| 1982 | Nagroda „Bravo”             | Złota statuetka Bravo Otto dla najlepszego aktora telewizyjnego   | Dallas |
| 1983 | Nagroda „Bravo”             | Srebrna statuetka Bravo Otto dla najlepszego aktora telewizyjnego | Dallas |
| 1985 | Nagroda „Soap Opera Digest” | Najlepszy aktor w serialu czasu największej oglądalności          | Dallas |
| 1987 | Bambi                       | Nagroda jubileuszowa                                              | Dallas |